# Antonio Catania
Antonio Catania (* 22. Februar 1952 in Acireale) ist ein italienischer Schauspieler.

## Leben
1968 kam Catania aus der Provinz nach Mailand, wo er 1975 an der „Scuola d’Arte Drammatica Paolo Grassi“ seinen Schauspielabschluss machte. Als Komödiant am Teatro dell’Elfo, wo er debütierte, lernte er den Regisseur Gabriele Salvatores kennen, mit dem er künstlerisch viele Jahre verbunden blieb. Nach dem Filmdebüt Kamikazen – Ultima notte a Milano 1987 folgten gemeinsame Theatertourneen, dann weitere Filme, darunter die den Durchbruch bringende des Piloten mit Scharlatanzügen „Carmelo La Rosa“. Auch bei anderen Regisseuren spielte Catania Neben- und größere Rollen, meist schrullige Charaktere, zweimal für Leone Pompucci, für Davide Ferraio, Giuseppe Piccioni und Antonella Grimaldi sowie für Antonio Mazzacurati. Doch bis zur Jahrtausendwende blieb er vor allem Idealbesetzung für Salvatores, als ermordeter Kommissar in Puerto Escondido und in dessen anderen Filmen.
1997 wurde sein bis dahin ertragreichstes Jahr: In fünf Kinoproduktionen wirkte Catania mit; darunter auch in Maurizio Zaccaros Il carniere als einer der Freunde, die sich in Jugoslawien zur Jagd verabreden und sich im Bürgerkrieg wiederfinden. Im Jahr darauf gehört er zum preisgekrönten Ensemble von Ettore Scolas La cena und beginnt seine künstlerische Zusammenarbeit mit seinen alten Freunden (gemeinsame Auftritte im Mailänder „Zelig“) Aldo, Giovanno und Giacomo. Drei gemeinsame Filme entstehen bis 2002; auch andere Komiker Italiens besetzen ihn in ihren Filmen. Auch im neuen Jahrtausend ist Catania ein gefragter Leinwanddarsteller, dessen Wandlungsfähigkeit geschätzt wird. Seit 2005 tritt er verstärkt auch für das Fernsehen, vor allem seit 2010 und in Serien, in Erscheinung (Tutti per Bruno, Boris, Ho sposato uno sbirro; Benvenuto a tavola).

## Filmografie (Auswahl)
- 1987: Kamikazen – Ultima notte a Milano
- 1991: Mediterraneo
- 1997: In barca a vela contromano
- 1997: Nirvana
- 1998: La cena
- 2000: Brot und Tulpen (Pani e tulipani)
- 2001: Die Rebellion (Ribelli per caso)
- 2007–2010: Boris (Fernsehserie)
- 2009: Mal was anderes (Diverso da chi?)
- 2011: Boris – Il film
- 2014: Mirafiori Lunapark
- 2017: Ab heute sind wir ehrlich (L‘ora legale)
- 2018: My big crazy Italian Wedding
- 2018: Ein geliebter Feind (Un nemico che ti vuole bene)
- 2021: Alle für Uma (Tutti per Uma)